# Semíč
Semíč je potok v okrese Blansko v Boskovické brázdě, levý přítok Svitavy. Je dlouhý 17,6 km. Odvodňuje jižní konec Malé Hané.

## Průběh toku
Semíč má velmi zvláštní, několikrát pravoúhle zalomenou trajektorii toku.
Pramení západně od Vanovic pod vrchem Čertovec (545 m). Teče nejprve na jihovýchod, před Šebetovem se stáčí k jihu až jihozápadu, ve směru brázdy. Pak se ostře obrací na západ až severozápad, napájí soustavu rybníčků Panina louka a za Bačovem se zařezává do jižního okraje Svárovské vrchoviny, kde tvoří meandrující údolí mířící nakonec k jihu. Ve Svitávce se vlévá do Svitavy.
Povodí Semíče se nachází na okraji povodí Dyje, jeho malý levý přítok Stříbrný potok se v jednom místě přibližuje na pouhých 20 metrů k Uhřickému potoku na povodí Jevíčky. Na rovině mezi nimi probíhá hlavní moravské rozvodí mezi Dyjí a Moravou.

### Sídla na toku
Vanovice, Knínice, Vážany, Sudice (Dvůr), Bačov, Svitávka